# كهف ماونينغ
كهف ماونينغ (بالإنجليزية: Moaning Cavern)‏؛ هو كهف يقع في مقاطعة كالافيراس في الولايات المتحدة.

## السياحة
يعد «كهف ماونينغ» أحد مواقع الجذب السياحي في مقاطعة كالافيراس في ولاية كاليفورنيا الأمريكية.